# Kolsimcha - The World Quintet
A banda Kolsimcha - The World Quintet foi fundada em 1986 sob o nome Kol Simcha na Suíça como um duo com Josef Bollag e David Klein. O seu principal interesse está gênero musical Klezmer que eles tocavam em casamentos judaicos até que a sua popularidade cresceu e eles começaram a dar concertos. O nome Kol Simcha vem dos termos hebraicos Kol: voz e Simcha: festa, alegria e significa literalmente "a voz da alegria".
Kol Simcha - The World Quintet tem freqüentemente colaborado com orquestras clássicas, como a altamente considerada London Mozart Players, a Munich Radio Orchestra e a Orquestra Sinfónica da Basileia. A banda tocou partes da música do filme nominado para o Oscar Caroline Link's  Beyond Silence, em 1998 e compos toda a trilha sonora do filme biográfico de Xavier Koller, Gripsholm, em 2000.

## Formação Atual
- Michael Heitzler (clarineta)
- Olivier Truan (piano)
- Ariel Zuckermann (flauta) (sucedendo a Roman Glaser e Niki Reiser)
- Daniel Fricker (Contrabaixo)
- Christoph Staudenmann (bateria) (sucedendo a Fabian Kuratli (†) and David Klein)

## Discografia
- Traditional Jewish Music (1990)
- Contemporary Klezmer – Voice of Joy (1993)
- Crazy Freilach (1996)
- Symphonic Klezmer (1996)
- Klezmer Soul (1997)
- Live! (2000)
- Gripsholm (Soundtrack) (2000)
- The World Quintet (2003)
- Selma – in Sehnsucht eingehüllt (2005), poems by Selma Meerbaum-Eisinger
- Noah (2007)
- Kolsimcha & London Symphony Orchestra (2013)